# Championnat de Grenade de football
 (août 2024).
Si vous disposez d'ouvrages ou d'articles de référence ou si vous connaissez des sites web de qualité traitant du thème abordé ici, merci de compléter l'article en donnant les références utiles à sa vérifiabilité et en les liant à la section « Notes et références ».
 (août 2024).
Le Championnat de Grenade de football (GFA Premier League) est une compétition sous l'égide de la Fédération de Grenade de football.

## Équipes participantes (2021-2022)
| \| Hurricanes Paradise Super Strikers, Hard Rock FC, Mount Rich FC Camerhogne QP Rangers St. John's Chantimelle SAB Spartans \| Localisation des équipes engagées. |
| Hurricanes Paradise Super Strikers, Hard Rock FC, Mount Rich FC Camerhogne QP Rangers St. John's Chantimelle SAB Spartans                                          |

| Équipe                | Ville         | Paroisse      | Stade                         |
| --------------------- | ------------- | ------------- | ----------------------------- |
| FC Camerhogne         | Saint-Georges | Saint George  | Queen's Park Playing Field    |
| Chantimelle FC        | Chantimelle   | Saint Patrick | Chantimelle R.C. School Field |
| Eagles Super Strikers | Sauteurs      | Saint Patrick | Fond Recreation Ground        |
| Hard Rock FC          | Sauteurs      | Saint Patrick | Fond Recreation Ground        |
| Hurricanes SC         | Victoria      | Saint Mark    | Alston George Park            |
| Mount Rich FC         | Sauteurs      | Saint Patrick | Fond Recreation Ground        |
| Paradise FC           | Paradise      | Saint Andrew  | Progress Park                 |
| Queens Park Rangers   | Saint-Georges | Saint George  | Queen's Park Playing Field    |
| SAB Spartans SC       | Greenville    | Saint Andrew  | Victoria Park                 |
| St. John's SC         | Gouyave       | Saint John    | Cuthbert Peters Park          |

## Palmarès
- 1969-1975 : Inconnu
- 1975-1976 : Queens Park Rangers SC
- 1977-1981 : Inconnu
- 1982 : Queens Park Rangers SC
- 1983 : Inconnu
- 1984 : Queens Park Rangers SC
- 1985 : Inconnu
- 1986 : Carenage FC
- 1987-1993 : Inconnu
- 1994 : Queens Park Rangers SC
- 1995 : Queens Park Rangers SC
- 1996 : Queens Park Rangers SC (ou Barba Super Stars)
- 1997 : Seven Seas Rock City
- 1998 : Fontenoy United
- 1999 : St. Andrews Football League
- 2000 : Grenada Boys Secondary School
- 2001 : Grenada Boys Secondary School
- 2002 : Queens Park Rangers SC
- 2003 : Carib Hurricane FC
- 2004 : Abandonné
- 2005 : ASOMS Paradise
- 2006 : Carib Hurricane FC
- 2007 : ASOMS Paradise
- 2008 : Carib Hurricane FC
- 2009 : Abandonné
- 2010 : Abandonné
- 2011 : Hard Rock FC
- 2012 : Hard Rock FC
- 2013 : Hard Rock FC
- 2014 : ASOMS Paradise
- 2015 : Carib Hurricane FC
- 2016 : Non terminé
- 2017-2018 : Carib Hurricane FC
- 2018-2019 : ASOMS Paradise
- 2019-2020 : Abandonné
- 2020-2021 : Non tenu
- 2021-2022 : Hurricane SC
- 2022-2023 : Non tenu
- 2023-2024 :  ASOMS Paradise